# 板谷信一郎
板谷 信一郎　(いたや のぶいちろう　1890年〈明治23年〉5月1日 - 1961年〈昭和36年〉12月28日)は、東京都立川市長（1期）。

## 経歴
1890年、神奈川県北多摩郡立川村（立川町を経て、現在の東京都立川市）生まれ。1951年立川市長に就任。
市長就任後は、市内に市営競輪場を開設、市営塵芥焼却場の建設、浄水場の完成、市営野球場の開場、立川音頭の制定などがあった。
1955年に退任するまで市長を4年間務めた。
1961年に死去。71歳。